# HD 70573 b
HD 70573 b (بالإنجليزية: HD 70573 b)‏ الذي يرمز له بالرمز HD 70573b، هو كوكب خارج المجموعة الشمسية، في كوكبة الشجاع، يتبع HD 70573 ‏.

## الاكتشاف
اكتشف في 19 مارس 2007، وكانت طريقة الاكتشاف سرعة شعاعية.